# Ilja Jakowlewitsch Ginzburg

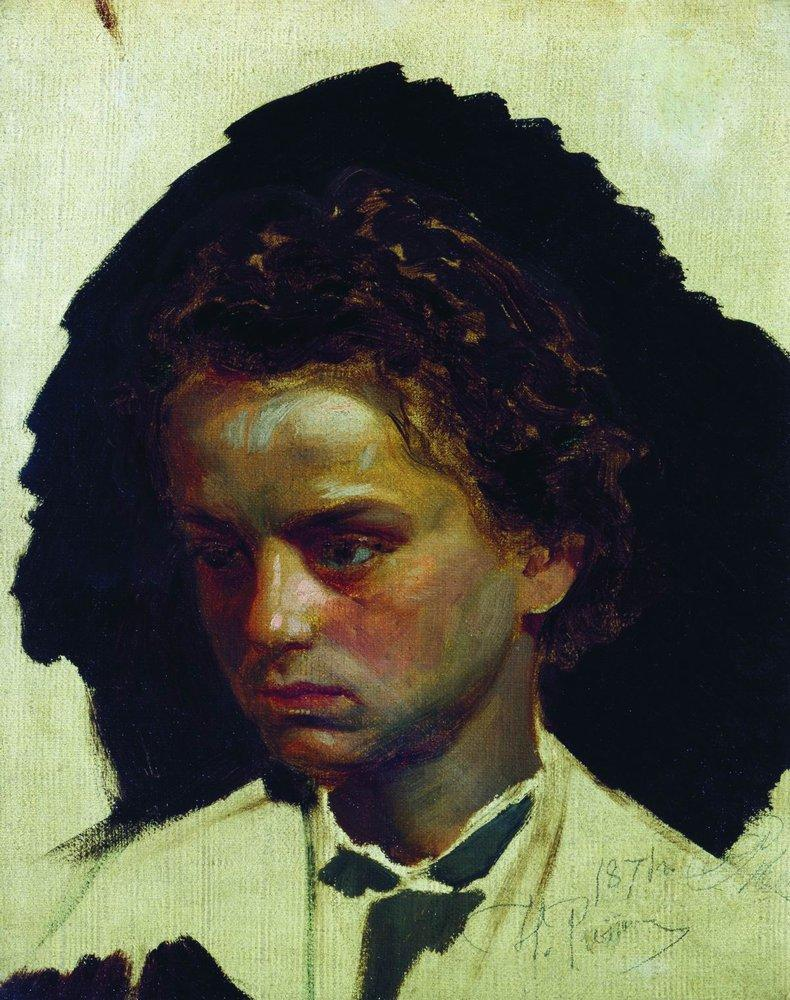
Ginzburg im Alter von zwölf Jahren auf einem Gemälde von Repin (1871)

Ilja Jakowlewitsch Ginzburg (russisch Илья Яковлевич Гинцбург; * 15. Maijul. / 27. Mai 1859greg. in Grodno; † 3. Januar 1939 in Leningrad) war ein russischer Bildhauer.

## Leben
Ginzburg verbrachte seine Kindheit in Wilna. Dort entdeckte ihn der Bildhauer Antokolski im Jahre 1870. Ab 1871 lernte Ginzburg bei diesem berühmten Bildhauer, mit dem er bis zu dessen Tode eine schöpferische Zusammenarbeit und Freundschaft pflegte. So fertigte Ginzburg unter der Leitung Antokolskis die Ornamente für den Thron der Statue Iwan der Schreckliche („Иван Грозный“) an. Von 1878 bis 1886 besuchte Ginzburg die Petersburger Akademie der Künste. 1886 wurde er für seine Auftragsarbeit, das Basrelief Der klagende Prophet Jeremia über den Ruinen Jerusalems („Плач пророка Иеремии на развалинах Иерусалима“), mit der großen goldenen Medaille und dem Titel „Maler erster Klasse“ ausgezeichnet. Zwischen 1900 und 1910 hat Ginzburg neben seiner hauptsächlichen Arbeit an Porträtstatuetten und -büsten auch eine Reihe von Grabmalen geschaffen (z. B. für Wladimir Stassow, 1908; sowie für seinen Mentor Antokolski, 1909). Ab 1910 schuf er mehrere, größere Denkmale.
Ab 1918 war er Professor und Leiter der Skulpturwerkstatt der Staatlichen Werkstätten der Freien Künste in Petrograd. Von 1921 bis 1923 war er Dekan der Skulpturenfakultät der Wchutemas.

## Werk

### Einteilung des Werkes
Ginzburgs Arbeiten können in vier Gruppen eingeteilt werden:
- genrehafte Statuetten zu Kindersujets (z. B. „Мальчик-музыкант“, Der junge Musiker, 1890)
- Porträtstatuetten aus Bronze und Gips moderner russischer Gelehrter, Literaten, Maler und Musiker (z. B. „В. В. Верещагин за работой“, W. W. Wereschagin bei der Arbeit, 1892, Tretjakow-Galerie; „М. М. Антокольский у станка“, M. M. Antokolski an der Werkbank, 1897).
- Arbeiten zu abstrakten Themen
- Büsten, Statuen und Denkmäler

### Bedeutende Denkmäler
- Gogol-Denkmal in Welyki Sorotschynzi (1911).
- Aiwasowski-Denkmal in Feodossija (1915).
- Plechanow-Denkmal in Sankt Petersburg (Bronze, 1925).
- Mendelejew-Denkmal in Sankt Petersburg (Bronze, 1932).